# Публий Муций Сцевола (консул 175 пр.н.е.)
Вижте пояснителната страница за други личности с името Публий Муций Сцевола.
Публий Муций Сцевола (на латински: Publius Mucius Scaevola) e 175 пр.н.е. консул на Римската република.

## Биография
Произлиза от клон Сцевола на плебейската фамилия Муции. Син е на Квинт Муций Сцевола (претор 215 пр.н.е.) и брат на Квинт Муций Сцевола (консул 174 пр.н.е.).
Той е женен за Лициния и баща на Публий Муций Сцевола (консул 133 пр.н.е.) и Публий Лициний Крас Див Муциан, който е осиновен от брата на майка му Публий Лициний Крас (консул 171 пр.н.е.) и е pontifex maximus през 131 пр.н.е.
През 179 пр.н.е. той е претор в Сицилия. През 175 пр.н.е. е консул заедно с Марк Емилий Лепид и се бие с лигурите. След това чества триумф.